# Lake Shore Limited

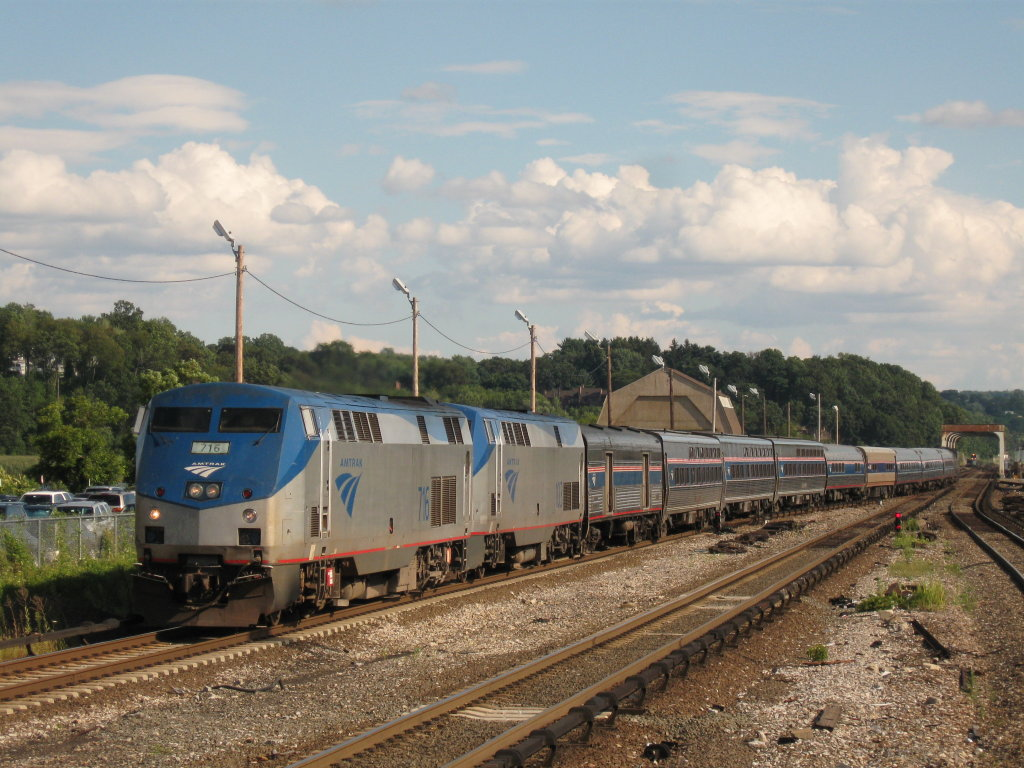

Lake Shore Limited je 1543 km dlouhá linka osobní železniční dopravy, kterou provozuje Amtrak v severovýchodní a středozápadní části Spojených států. Trať probíhá mezi Chicagem a Albany ve státě New York, kde se rozděluje na dvě části do New Yorku a do Bostonu. Linka byla v minulosti provozována společností 20th Century Limited a jezdila mezi stanicí New York Central (NYC) a Toledo, Ohio a Chicagem.

## Historie
Amtral původně nezahrnul spojení do Chicaga do svého počátečního plánu, trasa Chicago-New York měla být původně provozvána pouze tratí Broadway Limited. V letech 1971 - 1972 byla provozována s podporou vlády Ohia, od roku 1975 funguje nepřetržitě. 